# György Kurtág
György Kurtág (* 19. února 1926, Lugoj) je maďarský hudební skladatel a klavírista. Studoval hudbu na Hudebně-umělecké univerzitě Ference Liszta v Budapešti; mezi jeho profesory patřili například Pál Kadosa, Sándor Veress a Ferenc Farkas. Později studoval v Paříži a po návratu do rodné země v letech 1960 až 1968 působil jako korepetitor v Maďarské národní filharmonii. Je autorem mnoha skladeb, ať už pro orchestr, tak i pro různé sólové nástroje (viola, violoncello, klavír a další). V roce 2003 získal Hudební cenu Léonie Sonning.

## Dílo
- 2018 Fin de partie (Konec hry), opera na námět stejnojmenné divadelní hry Samuela Becketta. Světová premiéra: 15. listopadu 2018, Teatro alla Scala v Miláně, Osoby a obsazení: Hamm (Frode Olsen), Clov (Leigh Melrose), Nell (Hilary Summers), Nagg (Leonardo Cortellazzi). Sbor a orchestr Teatro alla Scala. Provedení řídí Markus Stenz.[1] Koprodukce s Dutch National Opera, Amsterdam[2]